# Мартынов, Владимир Георгиевич
Владимир Георгиевич Мартынов (8 декабря 1923 года — 7 мая 1945 года) — гвардии старший сержант, командир отделения 22-й отдельной гвардейской разведывательной роты 25-я гвардейская стрелковая дивизия 25-го гвардейского стрелкового корпуса 7-й гвардейской армии 2-го Украинского фронта, полный кавалер Ордена Славы (1945).

## Биография
Родился 8 декабря 1923 года в Москве в семье служащего.
Окончил 7 классов, работал электриком на железнодорожной станции. 1 октября 194а[уточнить] года был призван в ряды РККА Ростокинским районным военкоматом г. Москвы, с июля 1941 года находился на фронтах Великой Отечественной войны.
В ночь на 3 июня 1944 года ефрейтор Мартынов, будучи разведчиком 22-й отдельной гвардейской разведывательной роты 25-й гвардейской стрелковой дивизии 53-й армии 2-го Украинского фронта, в ходе боёв на территории Молдавской ССР в составе разведывательной группы форсировал реку Реут к северо-западу от села Криуляны захватил в плен пехотинца и подавил огневую точку противника. Приказом командира 25-й гвардейской стрелковой дивизии 5 июня 1944 года награждён орденом Славы 3 степени.
В ночь на 22 декабря 1944 года, будучи командиром отделения той же разведывательной роты в составе 7-я гвардейской армии 2-го Украинского фронта, в ходе боёв на территории Венгрии гвардии сержант Мартынов, действуя в группе разведчиков, в числе первых форсировал Дунай к северу населённого пункта Вац, проник во вражеский тыл и при помощи гранат уничтожил пулемёт и 5 солдат противника, захватив одного в плен. Приказом командующего 7-й гвардейской армией от 13 февраля 1945 года награждён орденом Славы 2 степени.
25 марта 1945 года во главе группы разведчиков форсировал реку Грон к северу от города Эстергом, во вражеском тылу достиг восточной окраины населённого пункта Нана и гранатой уничтожил расчёт пулемёта, затем ворвался в траншею и захватил в плен вражеского солдата.
30 марта 1945 года во время боёв на территории Чехословакии в районе города Комарно вместе с группой разведчиков переправился через реку Малый Дунай и захватил в плен двух вражеских солдат, которые сообщили ценные сведения.
1 апреля 1945 года в боях на подступах к Братиславе, находясь в разведке во главе разведывательной группы, огнем из автомата уничтожил троих вражеских пехотинцев, посеяв замешательство среди солдат противника.
7 мая 1945 года был тяжело ранен и в тот же день умер от полученных ранений.